# Corts (Cornellà del Terri)
Corts és un poble del municipi de Cornellà del Terri (Pla de l'Estany), ubicat al sud del pla de Banyoles i amb 153 habitants l'any 2009. Està situat a la riba dreta de la riera Matamors i ja és habitat en època romana, com ho palesen les restes de terrissa, de teules, d'àmfora (fragment de motlle de ceràmica, amb decoració a base de cercles concèntrics, trobat al jaciment de cal Menut) i les troballes de ceràmica romana gairebé arran de terra, molt a prop de Can Ferraric.
Al veïnat d'Ermedàs s'hi va descobrir un forn romà, del qual se'n conserva l'engraellat i la part inferior, així com un petit local annex on se suposa que s'assecava la ceràmica abans de coure-la. D'aquest forn en sortiria la ceràmica i els recipients d'ús quotidià per a les vil·les esperses arreu de l'actual municipi de Cornellà.
La nombrosa documentació relativa a l'edat mitjana que fins al moment s'ha investigat es refereix bàsicament a l'església parroquial. Així sabem que el temple ja va existir a la segona meitat del segle x, bé que l'edifici primitiu no devia durar molt temps, ja que l'any 1102 trobem que se’n construí un altre de cap i de nou. En aquesta data el bisbe Bernat Umbert donà llicència per a construir l'església de Sant Julià amb el cementiri, en el qual cada parroquià hi podia triar una sepultura.
L'església actual és, per tant, la construïda a la primeria del segle xii i destaca la portada que conté dos arcs en degradació: l'arc exterior es recolza en sengles mènsules que són sostingudes per columnes circulars amb capitells. Té nou dovelles esculturades que representen figures d'animals diversos i fulles així com un crist en majestat, esculpit toscament amb corona imperial i clavat a la creu, representació molt antiga de la crucifixió que fa pensar que ens trobem davant una resta de l'església primitiva. Tanmateix, l'arc interior és decorat amb roses i creus, i amb animals simbòlics.
Té una porta de fusta molt antiga, amb ferramenta cromàtica. A l'interior del temple es conserva un Crist en Majestat, una creu processional i un seguit d'enterraments a terra, coberts amb làpides.